# Họ Cá mó
Họ Cá mó hoặc Họ cá vẹt (tên tiếng Anh: Parrotfish; danh pháp khoa học: Scaridae) là một họ cá, theo truyền thống xếp trong phân bộ Bàng chài (Labroidei) của bộ Perciformes.Tuy nhiên, gần đây người ta chuyển 3 họ Labridae (không đơn ngành), Odacidae và Scaridae sang bộ có danh pháp Labriformes sensu stricto của loạt Eupercaria/Percomorpharia, trong khi 2 họ Embiotocidae và Pomacentridae ở cùng một đơn vị phân loại cấp bộ incertae sedis trong loạt Ovalentaria, còn họ Cichlidae sang một bộ riêng biệt với danh pháp Cichliformes trong loạt Ovalentaria.
Tên gọi của các loài cá này trong tiếng Anh là parrotfish (cá vẹt) là do miệng giống mỏ của con chim vẹt của chúng. Cá mó dùng cái miệng này để quắp và ăn những động vật không xương sống nhỏ sống trong san hô. Phần lớn cát và đáy của dải san hô có chứa thức ăn của cá mó, chúng nhai san hô, ăn thức ăn và nhả ra calci. Trong phần lớn các loài, giai đoạn đầu là đỏ sẫm, nâu hay xám, trong khi giai đoạn cuối là xanh sáng hoặc xanh dương với các mảng hồng sáng hoặc vàng. Giai đoạn đầu tiên và cuối cùng khác nhau rất đáng kể, ban đầu được diễn tả như là các loài khác nhau trong một số trường hợp, nhưng có một số loài các giai đoạn này là tương tự.

## Phân loại
Họ Cá mó bao gồm 10 chi với khoảng 100 loài cá sinh sống trong môi trường nước mặn, chủ yếu là vùng biển nhiệt đới. Các chi bao gồm:
- Bolbometopon
- Calotomus
- Cetoscarus
- Chlorurus
- Cryptotomus
- Hipposcarus
- Leptoscarus
- Nicholsina
- Scarus
- Sparisoma

Tại vùng biển Việt Nam có khoảng 40 loài trong 7 chi. Ba chi không có loài nào là Cryptotomus, Nicholsina và Sparisoma, do chúng phân bố ở Đại Tây Dương hay đông Thái Bình Dương.

## Thức ăn
Hầu hết các loài cá mó là động vật ăn cỏ, ăn chủ yếu là tảo . Chúng đôi khi ăn một loạt các sinh vật nhỏ khác  bao gồm động vật không xương sống (các loài không cuống và sống đáy, cũng như động vật phù du), vi khuẩn và mảnh vụn Một số loài chủ yếu lớn hơn như cá mó xanh (Bolbometopon muricatum) ăn nhiều san hô sống (polyp). Không có loài cá nào trong họ này là loài ăn thịt, nhưng polyp có thể chiếm tới một nửa khẩu phần ăn của chúng hoặc thậm chí nhiều hơn ở cá mó lục. Tuy nhiên, khi chúng ăn polyp san hô, san hô chết cục bộ có thể xảy ra. Hoạt động kiếm ăn của chúng rất quan trọng đối với việc tạo ra và phân phối cát san hô trong quần xã rạn san hô và có thể ngăn chặn sự phát triển quá mức của cấu trúc rạn san hô. Răng phát triển liên tục, thay thế khi bị mòn do ăn. Khi chúng ăn san hô, đá hoặc cỏ biển, thức ăn bị nghiền giữa các răng. Sau khi chúng tiêu hóa các phần ăn được từ đá, chúng bài tiết nó dưới dạng cát, giúp tạo ra những hòn đảo nhỏ và những bãi biển đầy cát. Cá mó có thể tạo ra 90 kg (200 lb) cát mỗi năm. hoặc trung bình (vì có rất nhiều biến số, như kích thước/loài/vị trí/độ sâu v.v.), gần 250 g (9 oz) cho mỗi con cá mó mỗi ngày. Trong khi ăn, cá mó phải nhận thức được sự săn mồi của một trong những kẻ săn mồi chính của chúng là cá mập chanh. Trên các rạn san hô Caribe, cá mó tiêu thụ bọt biển. Một tác động gián tiếp của việc nuôi cá mó trên bọt biển là việc bảo vệ các rạn san hô khỏi các loài bọt biển phát triển quá nhanh. Chúng có vai trò quan trọng trong việc làm sạch môi trường xung quanh các rặng san hô.

## Một số đặc điểm
Một số giống như cá mó như cá mó xù được bắt từ biển do vậy khi nuôi cá không bị mắc các loại bệnh lở loét, phình bụng như các loại cá khác. Cá mó ít ăn tạp nên lớn rất chậm. Cá mó xù rất hiền nên sống chung được với nhiều loài cá khác, loài cá này vào ban đêm thường ẩn mình trong hang đá để ngủ thay vì tìm thức ăn như các loài cá khác.
Mùa sinh sản của cá mó xù là tháng 6 âm lịch hàng năm cho đến tháng 1 năm sau. Khi sinh ra cá con chỉ to bằng đầu đũa, rất khó phát hiện và sau khi sinh cá mẹ thường ăn hết cá con, số thoát được chui theo những kẽ hở của thành hồ ra biển. Khi còn nhỏ thì cá mó xù con chạy thành từng đàn nhỏ, ở các khu vực rạn cạn cá mó xù khi lớn lên khoảng bằng hai ngón tay, hoặc ngón chân cái chúng kéo nhau ra biển khơi để sống. Cá mó xù đã đạt trọng lượng từ 0,5 – 1,5 kg.

## Hình ảnh

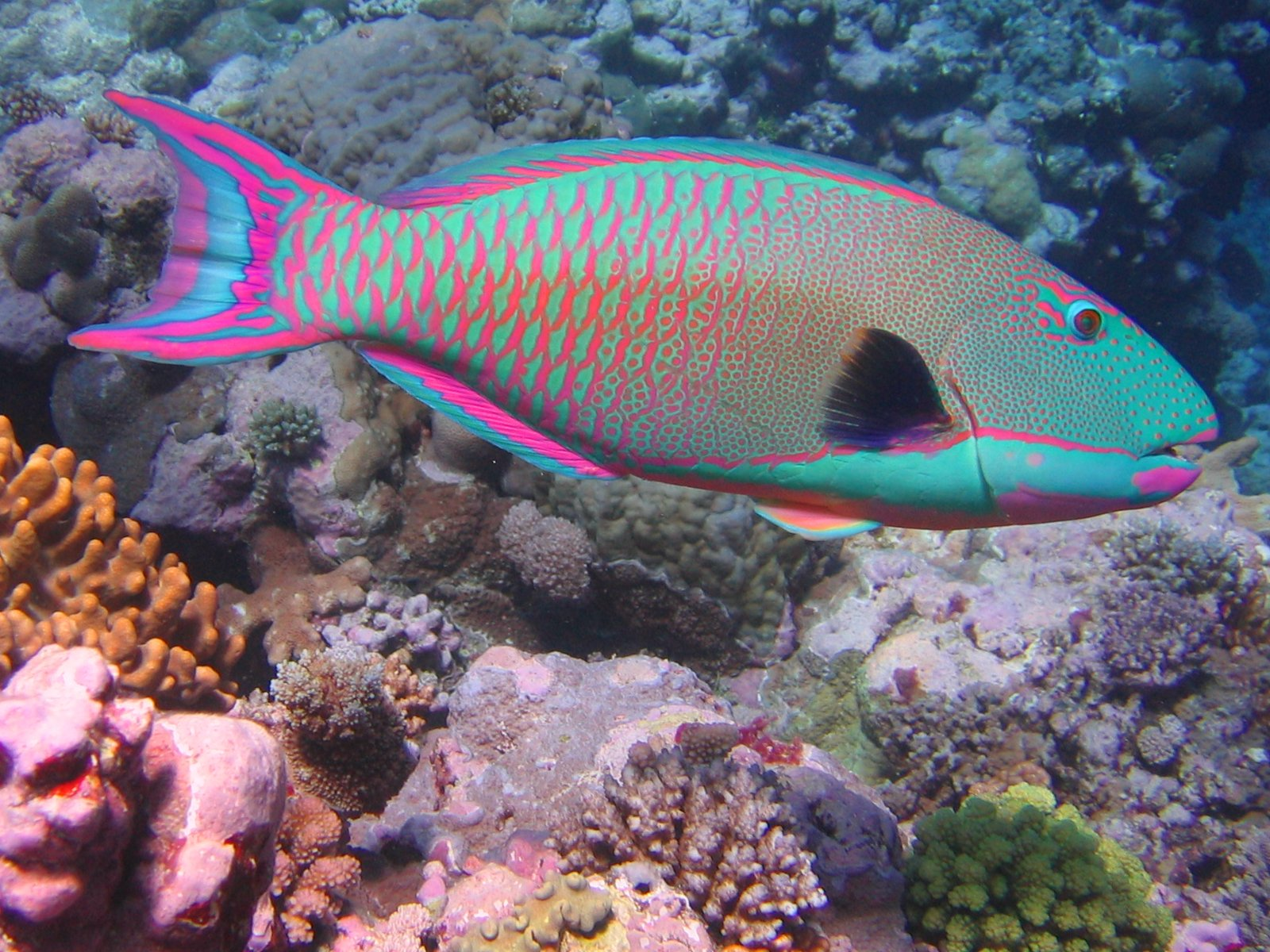
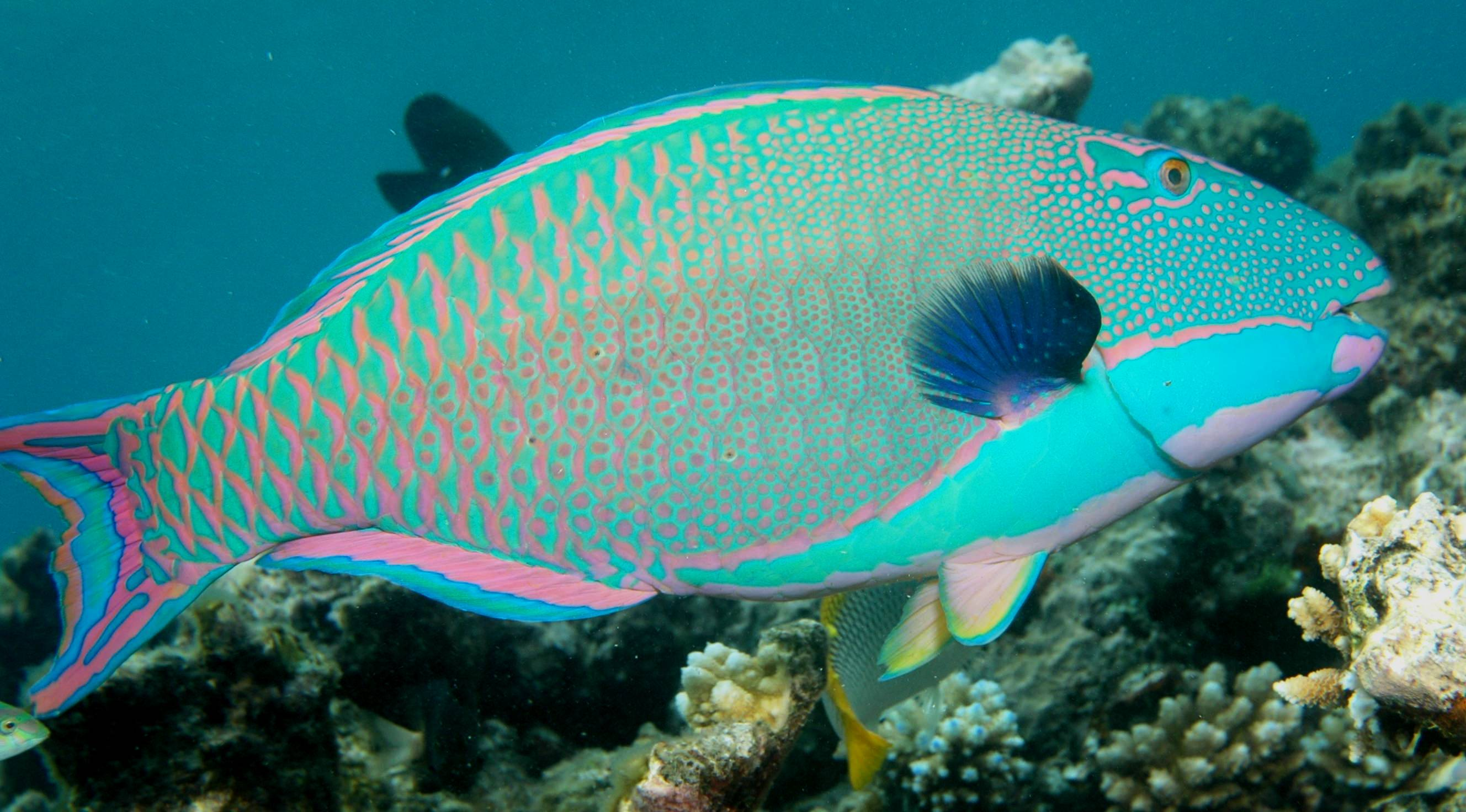
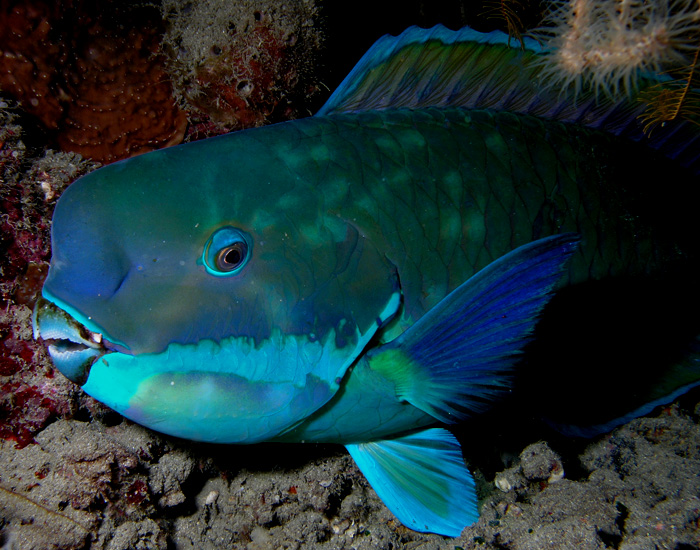